# Neue Steierische Tänze
Neue Steierische Tänze, op. 61, är en vals av Johann Strauss den yngre. Den spelades (troligen) första gången den 26 december 1848. 

## Historia
En fråga som fortfarande förbryllar musikforskare är vart Johann Strauss den yngre och hans orkester for efter sin konsertturné till Balkanhalvön 1847/48. De lämnade Bukarest i mars 1848 men ingenting är känt om deras aktiviteter tills de återkom till Wien i början av juni samma år. (se Liguorianer-Seufzer-Polka op. 57). Om Strauss och hans musiker reste från Bukarest till Wien via den österrikiska provinsen Styrien (Steiermark) kan detta förklara Strauss beslut att komponera Neue Steierische Tänze, en räcka originalmelodier vars teman alla redan var bekanta för publiken efter den stil som Joseph Lanner gjorde populär i sin egen Steyrische Tänze op. 165 (1841). 
Det har inte med exakthet kunnat fastställa vilket datum Strauss spelade valsen första gången, men den bör allra senast ha spelats den 26 december 1848 på Dommayers Casino i Hietzing. En kritiker i tidningen Der Wanderer noterade: "Jag åhörde... Strauss Styriska Länder [sic!]". Melodierna som Strauss citerade i valsen återfinns som första temat i Dans nr. 1 och som tredje tema i Dans nr. 4. De består av en gammal wienerkuplett, "'S ist mir alles eins, s ist mir alles eins / Ob ich Geld hab' oder keins ...", och sången "Der Steirer Land" ("Hoch vom Dachstein an, wo der Aaar noch haust").
Neue Steierische Tänze finns i två versioner: klaverutdraget från den 22 mars 1849 innehåller en kort inledning och fyra danser, medan en möjlig ofullständig kopia av orkestermaterialet slutar med den tredje dansen.

## Om valsen
Speltiden är ca 6 minuter och 47 sekunder plus minus några sekunder beroende på dirigentens musikaliska tolkning.

## Weblänkar
- Dynastin Strauss 1848 med kommentarer om Neue Steierische Tänze.
- Neue Steierische Tänze i Naxos-utgåvan.